# マルロン・ヴェラ
- マルロン・ベラ

マルロン・ヴェラ（Marlon Vera、1992年12月2日 - ）は、エクアドルの男性総合格闘家。マナビ県チョネ出身。アメリカ合衆国カリフォルニア州在住。チーム・オーヤマ/RVCAトレーニング・センター所属。UFC世界バンタム級ランキング7位。エクアドル人初のUFC選手。

## 来歴
マナビ県チョネで中流階級の家庭に生まれる。子供の頃はストリートファイトなどのトラブルが絶えない問題児であったため、16歳の時にブラジリアン柔術のトレーニングを始めた。

### 総合格闘技
2012年、プロ総合格闘技デビュー。ローカル団体で10戦8勝1分の戦績を残す。

### The Ultimate Fighter
2014年5月、リアリティ番組「The Ultimate Fighter: Latin America」に出場。ファブリシオ・ヴェウドゥムが率いるチーム・ヴェウドゥムに所属。バンタム級トーナメント1回戦でエンリケ・ブリオネスにKO勝ちを収め続く準決勝に進出したものの、皮膚感染症を発症したため準決勝から辞退することを強いられた。

### UFC
2014年11月15日、UFC初参戦となったUFC 180でマルコ・ベルトランと対戦し、0-3の判定負け。
2015年8月8日、UFC Fight Night: Teixeira vs. St. Preuxでローマン・サラザールと対戦し、三角絞めで2R一本勝ち。パフォーマンス・オブ・ザ・ナイトを受賞した。
2017年3月18日、UFC Fight Night: Manuwa vs. Andersonでブラッド・ピケットと対戦し、左ハイキックからのパウンドで3RTKO勝ち。パフォーマンス・オブ・ザ・ナイトを受賞した。
2017年10月28日、UFC Fight Night: Brunson vs. Machidaでバンタム級ランキング5位のジョン・リネカーと対戦し、0-3の判定負け。
2019年10月12日、UFC Fight Night: Joanna vs. Watersonでアンドレ・イーウェルと対戦し、パウンドで3RTKO勝ち。パフォーマンス・オブ・ザ・ナイトを受賞し、5連勝となった。
2020年5月16日、UFC on ESPN: Overeem vs. Harrisでソン・ヤドンと対戦し、0-3の判定負け。敗れはしたものの、ファイト・オブ・ザ・ナイトを受賞した。試合後にヴェラが勝っていたという声も上がるが、海外のMMAメディアサイトの採点では記者17人中9人がヴィラの勝利を支持、17人中8人がヤドンの勝利を支持と、ほぼ五分五分の支持だった。
2020年8月15日、UFC 252でバンタム級ランキング14位のショーン・オマリーと対戦し、グラウンドでの肘打ちで1RTKO勝ち。
2020年12月19日、UFC Fight Night: Thompson vs. Nealでバンタム級ランキング7位の元UFC世界フェザー級王者ジョゼ・アルドと対戦し、0-3の判定負け。
2021年6月19日、UFC on ESPN: The Korean Zombie vs. Igeでデイビー・グラントと約5年ぶりに再戦し、3-0の判定勝ち。ファイト・オブ・ザ・ナイトを受賞し、リベンジに成功した。
2021年11月6日、UFC 268でバンタム級ランキング8位の元UFC世界ライト級王者フランク・エドガーと対戦し、右前蹴りで3RKO勝ち。パフォーマンス・オブ・ザ・ナイトを受賞した。
2022年4月30日、UFC on ESPN: Font vs. Veraでバンタム級ランキング5位のロブ・フォントと対戦し、3-0の5R判定勝ち。ファイト・オブ・ザ・ナイトを受賞した。この試合はフォントの体重超過により、138.5ポンドのキャッチウェイトで行われた。
2022年8月13日、UFC on ESPN: Vera vs. Cruzでバンタム級ランキング8位の元UFC世界バンタム級王者ドミニク・クルーズと対戦し、左ハイキックで4RKO勝ち。パフォーマンス・オブ・ザ・ナイトを受賞した。
2023年3月25日、UFC on ESPN: Vera vs. Sandhagenでバンタム級ランキング5位のコーリー・サンドヘイゲンと対戦。再三にわたりテイクダウンを奪われグラウンドで劣勢となり1-2の5R判定負け。試合後、ジャッジ3者の内1人が48-47でヴェラの勝利と採点したことが物議を醸した。
2023年8月19日、UFC 292のバンタム級ランキング10位のペドロ・ムニョスと対戦し、3-0の判定勝ち。海外MMAメディアサイトの採点では17人中14人の記者がムニョスの勝利を支持した。
2024年3月9日、UFC 299のUFC世界バンタム級タイトルマッチで王者ショーン・オマリーに挑戦し、0-3の5R判定負け。王座獲得に失敗し、リベンジを許した。
2024年8月3日、UFC on ABC: Sandhagen vs. Nurmagomedovでバンタム級ランキング6位の元UFC世界フライ級王者デイブソン・フィゲイレードと対戦し、0-3の判定負け。

## 人物・エピソード
- 既婚者であり、一男二女を儲けている。長女のアナ・ポーラはメビウス症候群という非常に稀な神経異常を患っている。
- 大手飲料会社のペプシとスポンサー契約を結んでおり、母国エクアドルではペプシの広告看板にヴェラが起用されている[21]。
- UFCのメイクアップアーティストを長年務め、2020年3月にステージ4の乳がんと診断され闘病生活を送っていたスージー・フリトン（2021年没）へGoFundMeを通して1200ドルを寄付した[22]。

## 戦績
| 総合格闘技 戦績 | 総合格闘技 戦績 | 総合格闘技 戦績 | 総合格闘技 戦績 | 総合格闘技 戦績 | 総合格闘技 戦績 | 総合格闘技 戦績 |
| --------------- | --------------- | --------------- | --------------- | --------------- | --------------- | --------------- |
| 34 試合         | (T)KO           | 一本            | 判定            | その他          | 引き分け        | 無効試合        |
| 23 勝           | 8               | 10              | 5               | 0               | 1               | 0               |
| 10 敗           | 0               | 0               | 10              | 0               | 1               | 0               |

| 勝敗 | 対戦相手                           | 試合結果                             | 大会名                                                           | 開催年月日     |
|      | アイマン・ザハビ                   |                                      | UFC Fight Night: de Ridder vs. Hernandez                         | 2025年10月18日 |
| ×    | デイブソン・フィゲイレード         | 5分3R終了 判定0-3                    | UFC on ABC 7: Sandhagen vs. Nurmagomedov                         | 2024年8月3日   |
| ×    | ショーン・オマリー                 | 5分5R終了 判定0-3                    | UFC 299: O'Malley vs. Vera 2 【UFC世界バンタム級タイトルマッチ】 | 2024年3月9日   |
| ○    | ペドロ・ムニョス                   | 5分3R終了 判定3-0                    | UFC 292: Sterling vs. O'Malley                                   | 2023年8月19日  |
| ×    | コーリー・サンドヘイゲン           | 5分5R終了 判定1-2                    | UFC on ESPN 43: Vera vs. Sandhagen                               | 2023年3月25日  |
| ○    | ドミニク・クルーズ                 | 4R 2:17 KO（左ハイキック）           | UFC on ESPN 41: Vera vs. Cruz                                    | 2022年8月13日  |
| ○    | ロブ・フォント                     | 5分5R終了 判定3-0                    | UFC on ESPN 35: Font vs. Vera                                    | 2022年4月30日  |
| ○    | フランク・エドガー                 | 3R 3:50 KO（右前蹴り）               | UFC 268: Usman vs. Covington 2                                   | 2021年11月6日  |
| ○    | デイビー・グラント                 | 5分3R終了 判定3-0                    | UFC on ESPN 25: The Korean Zombie vs. Ige                        | 2021年6月19日  |
| ×    | ジョゼ・アルド                     | 5分3R終了 判定0-3                    | UFC Fight Night: Thompson vs. Neal                               | 2020年12月19日 |
| ○    | ショーン・オマリー                 | 1R 4:40 TKO（グラウンドでの肘打ち）  | UFC 252: Miocic vs. Cormier 3                                    | 2020年8月15日  |
| ×    | ソン・ヤドン                       | 5分3R終了 判定0-3                    | UFC on ESPN 8: Overeem vs. Harris                                | 2020年5月16日  |
| ○    | アンドレ・イーウェル               | 3R 3:17 TKO（パウンド）              | UFC Fight Night: Joanna vs. Waterson                             | 2019年10月12日 |
| ○    | ノエリン・ヘルナンデス             | 2R 3:25 リアネイキドチョーク         | UFC 239: Jones vs. Santos                                        | 2019年7月6日   |
| ○    | フランキー・サエンズ               | 1R 1:25 TKO（左フック→パウンド）     | UFC Fight Night: Thompson vs. Pettis                             | 2019年3月23日  |
| ○    | グイド・カネッティ                 | 2R 1:31 リアネイキドチョーク         | UFC Fight Night: Magny vs. Ponzinibbio                           | 2018年11月17日 |
| ○    | ウリジ・ブレン                     | 2R 4:53 TKO（左ボディブロー）        | UFC 227: Dillashaw vs. Garbrandt 2                               | 2018年8月4日   |
| ×    | ダグラス・シウバ・ジ・アンドラージ | 5分3R終了 判定0-3                    | UFC Fight Night: Machida vs. Anders                              | 2018年2月3日   |
| ×    | ジョン・リネカー                   | 5分3R終了 判定0-3                    | UFC Fight Night: Brunson vs. Machida                             | 2017年10月28日 |
| ○    | ブライアン・ケレハー               | 1R 2:18 腕ひしぎ十字固め             | UFC on FOX 25: Weidman vs. Gastelum                              | 2017年7月22日  |
| ○    | ブラッド・ピケット                 | 3R 3:50 TKO（左ハイキック→パウンド） | UFC Fight Night: Manuwa vs. Anderson                             | 2017年3月18日  |
| ○    | ニン・グァンユー                   | 5分3R終了 判定3-0                    | UFC Fight Night: Whittaker vs. Brunson                           | 2016年11月27日 |
| ×    | デイビー・グラント                 | 5分3R終了 判定0-3                    | UFC Fight Night: Silva vs. Bisping                               | 2016年2月24日  |
| ○    | ローマン・サラザール               | 2R 2:15 三角絞め                     | UFC Fight Night: Teixeira vs. St. Preux                          | 2015年8月8日   |
| ×    | マルコ・ベルトラン                 | 5分3R終了 判定0-3                    | UFC 180: Werdum vs. Hunt                                         | 2014年11月15日 |
| ○    | ドファン・オーウェンズ             | 1R 1:54 ヒールフック                 | Inka FC 24                                                       | 2013年10月23日 |
| ×    | ブルーノ・レアンドロ・ロバト       | 5分3R終了 判定0-3                    | Inka FC 23                                                       | 2013年8月24日  |
| △    | ファビオ・ビスポ                   | 5分3R終了 判定ドロー                 | Inka FC 22                                                       | 2013年6月29日  |
| ○    | ルイス・ロベルト・ヘレラ           | 1R 1:50 リアネイキッドチョーク       | FMP 16 - Mexican Fighters Promotions 16                          | 2013年5月25日  |
| ○    | ジョエル・イグレシアス             | 1R 4:04 KO（肘打ち）                 | 300 Sparta                                                       | 2013年4月24日  |
| ○    | ハビエル・ウマナ・ムニョス         | 2R 4:44 三角絞め                     | Panama Fight League - Ultimate Combat Challenge 13               | 2012年10月12日 |
| ○    | アレクシス・ピノス                 | 1R アームバー                        | Punisher Machala 4                                               | 2012年5月26日  |
| ○    | ジャック・グスマン                 | 1R 三角絞め                          | EMMA 2 - Extreme FC: Conflicto                                   | 2012年2月20日  |
| ○    | セザール・モレノ                   | 5分3R終了 判定3-0                    | Samurai FC 7 - Peace and War                                     | 2011年6月18日  |
| ○    | ロメル・オロスコ                   | 2R 1:12 アームバー                   | QFC 3                                                            | 2010年7月24日  |

## 表彰
- UFC パフォーマンス・オブ・ザ・ナイト（5回）
- UFC ファイト・オブ・ザ・ナイト（3回）